# Nadro
Nadro (lokalny dialekt języka lombardzkiego: Nàder) to wieś licząca 655 mieszkańców w gminie Ceto, w Val Camonica, w prowincji Brescia w Lombardia, we Włoszech. Wieś położona jest blisko 75 km od Brescii, z ktrórą jest połączona poprzez drogę krajową nr 42, która od 14 września 2005 kończy się dokładnie przy zjeździe na wysokości Nadro, czekając na kontynuację robót drogowych.
Terytorium wsi Nadro graniczy z trzema innymi gminami: na wschodzie z Cimbergo, na północy z Capo di Ponte i na zachodzie z Ono San Pietro. Stolica gminy, Ceto, jest natomiast położona bardziej na południe, nad potokiem Figna. Historyczne centrum wsi rozwija się na bazie starego, średniowiecznego zalążka wsi, stworzonego przy wieży rycerskiej i rozciąga się dalej, wzdłuż drogi północ-południe wiodącej od innej drogi głównej, zwanej via Piana. Wieś zalicza się do terenów, na których obecne są malowidła naskalne z Val Camonica, znajduje się tu Muzeum Rezerwatu Przyrody Malowidła Naskalne Val Camonica.